# Gedächtniszelle
Gedächtniszellen sind Zellen des Immunsystems. Sie sind verantwortlich für das immunologische Gedächtnis im Organismus  höherer tierischer Spezies. Man unterscheidet T-Gedächtniszellen und B-Gedächtniszellen. Bei diesen handelt es sich um spezialisierte B- bzw. T-Lymphozyten, die bei erneuten Kontakt mit demselben Antigen sofort aktiviert werden und innerhalb weniger Stunden eine Immunantwort auslösen. Durch das schnelle Auslösen einer Immunantwort nach einer Infektion mit einem Pathogen (Krankheitserreger) kann eine symptomatische Infektionskrankheit oder deren schwerer Verlauf verhindert werden.
Thukydides erkannte in der westlichen Welt als erster, dass eine überstandene Krankheit ein immunologisches Gedächtnis hervorrufen kann:

«δὶς γὰρ τὸν αὐτόν, ὥστε καὶ κτείνειν, οὐκ ἐπελάμβανεν.»

„[Z]weimal nämlich ergriff [die Krankheit] denselben, so dass sie ihn auch getötet hätte, nicht.“